# Muntanyes Rajagriha
|  | Per a altres significats, vegeu «Rajagriha». |

Les muntanyes Rajagriha són una serralada de muntanyes rocoses al districte de Patna a Bihar formada per dos serres paral·leles tancant una vall estretag amb diversos rierols. A la vora de l'antiga ciutat de Kusanagarapura hi ha fonts d'aigua calenta sulfurosa, visitades anualment per milers de peregrins hindús i jainistes. Cada tres anys s'hi celebra una fira addicional religiosa.